# Orendit
Der Orendit ist ein recht seltenes magmatisches Gestein, das zu den Lamproiten gerechnet wird. Das aus dem Oberen Erdmantel stammende Gestein zeichnet sich durch seinen ultrapotassischen Charakter aus.

## Typlokalität und Erstbeschreibung
Der Orendit ist nach seiner Typlokalität, dem zu den Leucite Hills in Wyoming gehörenden Orenda Butte (bzw. Orenda Mesa, neuerdings Spring Butte) benannt. Das Gestein wurde 1897 erstmals von Charles Whitman Cross wissenschaftlich beschrieben.

## Definition
Der Orendit wird jetzt als Diopsid-Sanidin-Phlogopit-Lamproit definiert. Ursprünglich war die Gesteinsbezeichnung noch für eine Varietät von Leuzitphonolith verwendet worden, welche aus Leuzit und Alkalifeldspat sowie untergeordnetem Klinopyroxen, Glimmer und Amphibol zusammengesetzt war.

## Petrologie

### Mineralogie
Gemäß der Neudefinition führen Orendite als charakteristische Phänokristalle Phlogopit. Sanidin und Diopsid bilden keine Phänokristalle, sondern befinden sich neben Leucit in der Grundmasse, wobei Diopsid von Sanidin eingeschlossen wird. Als weiteres Phänokristall fungiert jedoch Olivin (insbesondere in Olivin-Orenditen), der resorbiert vorliegen kann. Akzessorisch treten noch Apatit, Magnophorit, Priderit und teils resorbierter Richterit auf. In glasigen Varietäten sind dies Hornblende (Pargasit) und Magnetit. Selten sind auch noch Chromit, Ilmenit, Rutil und Zirkon gegenwärtig. Als Sekundärmineral kann Calcit erscheinen.

### Chemische Zusammensetzung
Folgende Gesteinsanalysen sollen die chemische Zusammensetzung der Orendite verdeutlichen:
| Oxid Gew. % | Orendit | Orciatico-Orendit | Olivin-Orendit | Emmons Cone Leucite Hills |
| ----------- | ------- | ----------------- | -------------- | ------------------------- |
| SiO2        | 55,14   | 56,74             | 53,07          | 52,64                     |
| TiO2        | 2,58    | 1,42              | 2,41           | 1,72                      |
| Al2O3       | 10,35   | 11,25             | 8,96           | 13,38                     |
| Fe2O3       | 3,27    | 2,00              | 3,86           | 5,19                      |
| FeO         | 0,62    | 2,92              | 0,91           | 1,63                      |
| MnO         | 0,06    | 0,08              | 0,08           | 0,09                      |
| MgO         | 6,41    | 8,29              | 11,17          | 4,40                      |
| CaO         | 3,45    | 4,40              | 3,56           | 3,16                      |
| Na2O        | 1,21    | 1,36              | 1,15           | 2,22                      |
| K2O         | 11,77   | 7,68              | 10,72          | 11,96                     |
| P2O5        | 1,40    | 0,70              | 1,24           | 0,44                      |
| LOI         | 1,84    | 3,16              | 1,56           | 2,31                      |

## Vorkommen
- Italien:
  - Orciatico-Orendit
  - Montecatini-Orendit
- Türkei:
  - Afyon-Stratovulkan bei Afyon, Westanatolien[3]
- Vereinigte Staaten von Amerika:
  - Wyoming – Leucite Hills 
    - Emmons Cone
    - North Table Mountain
    - Orenda Butte (Typlokalität)
    - South Table Mountain